# Tianhe-2
Tianhe-2 (en chino: 天河二号) es una supercomputadora desarrollada por la Universidad Nacional de Tecnología de Defensa de China (NUDT) y la empresa china Inspur, está ubicada en el Centro Nacional de Supercomputación en Guangzho (NSCC-GZ), República Popular China. Tiene un rendimiento de 33,86 petaFLOPS (33.860.000.000.000.000 operaciones de coma flotante por segundo), con un pico teórico de 54,9 petaFLOPS que la convirtió en la supercomputadora más rápida del mundo entre junio de 2013 y junio de 2016.
Está equipada con 16.000 nodos, cada uno con dos procesadores Intel Xeon IvyBridge E5-2692 (12 núcleos, 2,2 GHz) y tres procesadores Intel Xeon Phi 31S1P (57 núcleos, 1,1 GHz), cuya combinación da un total de 3.120.000 núcleos de computación. Es capaz de almacenar 12,4 PB, tiene una memoria del sistema de 1.375 TiB (1,34 PiB) y utiliza el sistema operativo Kylin Linux. Se calcula que ha costado entre 200 y 300 millones de dólares.

## Historia
El 17 de junio de 2013 en la Conferencia Internacional de Supercomputación celebrada en Leipzig (Alemania), se anunció la lista TOP500 donde aparecía Tianhe-2 en primera posición como la supercomputadora más rápida del mundo, superando a la supercomputadora estadounidense Cray Titan (17,59 petaFLOPS) que ocupaba el primer lugar de la lista desde noviembre de 2012.
El 20 de junio de 2016 fue superada por la supercomputadora china Sunway TaihuLight (93,01 petaflops).